# Arkansas County
Arkansas County je okres ve státě Arkansas v USA. K roku 2010 zde žilo 19 019 obyvatel. Správním městem okresu je Stuttgart (severní distrikt) a De Witt. Celková rozloha okresu činí 2 678 km².

## Sousední okresy
| Růžice kompasu | Lonoke County    | Prairie County  | Monroe County   | Růžice kompasu |
| Růžice kompasu | Jefferson County | Sever           | Phillips County | Růžice kompasu |
| Růžice kompasu | Jefferson County | Arkansas County | Phillips County | Růžice kompasu |
| Růžice kompasu | Jefferson County | Jih             | Phillips County | Růžice kompasu |
| Růžice kompasu | Lincoln County   | Desha County    |                 | Růžice kompasu |